# Проастиакос
Проастиако́с (греч. Προαστιακός) — сеть пригородных железных дорог в Греции. Маршруты появились в 2003 году в Афинах, в 2007 году в Салониках, в 2009 году в Фракии. В Афинах маршрут связывает Пирей, афинский железнодорожный вокзал Лариссис, Афинский международный аэропорт, города Коринф, Кьятон, Халкида. В Салониках линия связывает центральный вокзал с городами Лариса, Эдеса, Флорина с ответвлениями на Волос и Каламбаку. Во Фракии короткое время действовала линия Ксанти — Александруполис (в настоящее время закрыта).

## История
Строительство новой линии между центром Афин и международным аэропортом было задумано ещё в 1992—1993 годах. Во время строительства автострады «Аттика» в конце 1990-х годов, между полосами противоположных направлений было оставлено пространство под железную дорогу. После двух лет строительства линия к Афинскому международному аэропорту открылась в 2004 году. Изначально по ней ходили дизель-поезда Siemens Desiro и автомотрисы Stadler-GTW.
27 сентября 2005 года, после нескольких месяцев испытаний началась коммерческая эксплуатация поездов в Коринфе. Первоначально поезда Проастиакос имели остановки на станциях «Неа-Перамос», «Мегара», «Кинета» и «Айос-Теодори». 18 июля 2006 года, были добавлены три новых станции: «Ано-Льосия», «Аспропиргос» и «Магула». 4 июня 2007 года, линия была продлена от Афин до порта Пирей, с тремя промежуточными станциями: «Лефка», «Рендис» и «Руф». 9 июля 2007 года, линия Проастиакос достигла Кьятона.
В 2007 году, управляющая компания ΤΡΑΙΝΟΣΕ Α.Ε. ввела в эксплуатацию поезда Проастиакос на участке Салоники — Литохорон, а в 2008 году, линия была продлена до города Лариса. Линия на Эдесу открылась 25 января 2008 года, а 10 августа 2013 продлена до Флорины.
С 10 сентября 2009 года поезда этой марки были пущены в западной Фракии, соединив города Ксанти, Комотини и Александруполис, но была закрыта 3 февраля 2010 года.
В июле 2010 года открылась пригородная линия в Патрах.

## Линии

### Пирей — Халкида

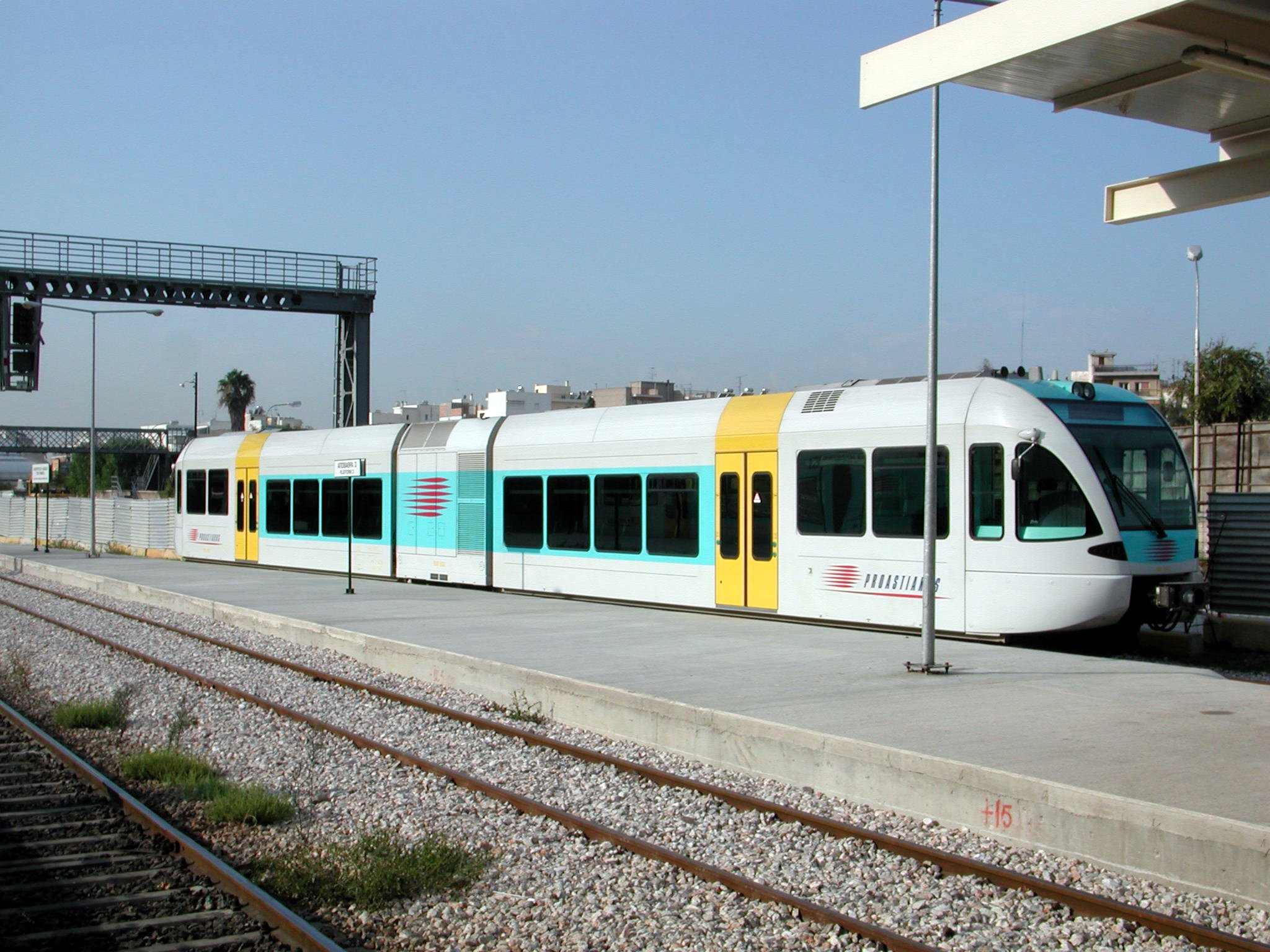
Дизель-поезд Stadler GTW 2/6 на станции «Афинах»

Автомотрисы Stadler GTW 2/6 и MAN-2000 курсируют из Пирея в Халкиду 11 раз в сутки с интервалом 1—2 часа. Также есть два коротких утренних маршрута Инои — Халкида и один маршрут Таврос — Инои. Остановки на следующих станциях:
- «Пирей»
- «Лефка»[греч.]
- «Рендис»[греч.]
- «Таврос»[греч.]
- «Руф»[греч.]
- «Афины»[греч.]
- «Айи-Анарьири»[греч.]
- «Пиргос-Василисис»[греч.]
- Ликотрипа (Като Ахарнес) (ΛΥΚΟΤΡΥΠΑ ((ΚΑΤΩ ΑΧΑΡΝΕΣ))
- СКА (ΣΚΑ): Пересадка на линию Аэропорт — Кьятон
- Ахарнес (ΑΧΑΡΝΕΣ)
- Декелейя (ΔΕΚΕΛΕΙΑ)
- Айос-Стефанос (ΑΓ. ΣΤΕΦΑΝΟΣ)
- Афиднес (ΑΦΙΔΝΕΣ)
- Сфендали (ΣΦΕΝΔΑΛΗ)
- Авлон (ΑΥΛΩΝΑΣ)
- Айос-Томас (ΑΓ. ΘΩΜΑΣ)
- Инофита (ΟΙΝΟΦΥΤΑ)
- Инои (ΟΙΝΟΗ)
- Дилеси (ΔΗΛΕΣΙ)
- Айос-Еорьос (ΑΓ. ΓΕΩΡΓΙΟΣ)
- Калахори-Пандихи (ΚΑΛΟΧΩΡΙ - ΠΑΝΤΕΙΧΙ)
- Авлида (ΑΥΛΙΔΑ)
- Халкида (ΧΑΛΚΙΔΑ)[1]

### Аэропорт — Кьятон

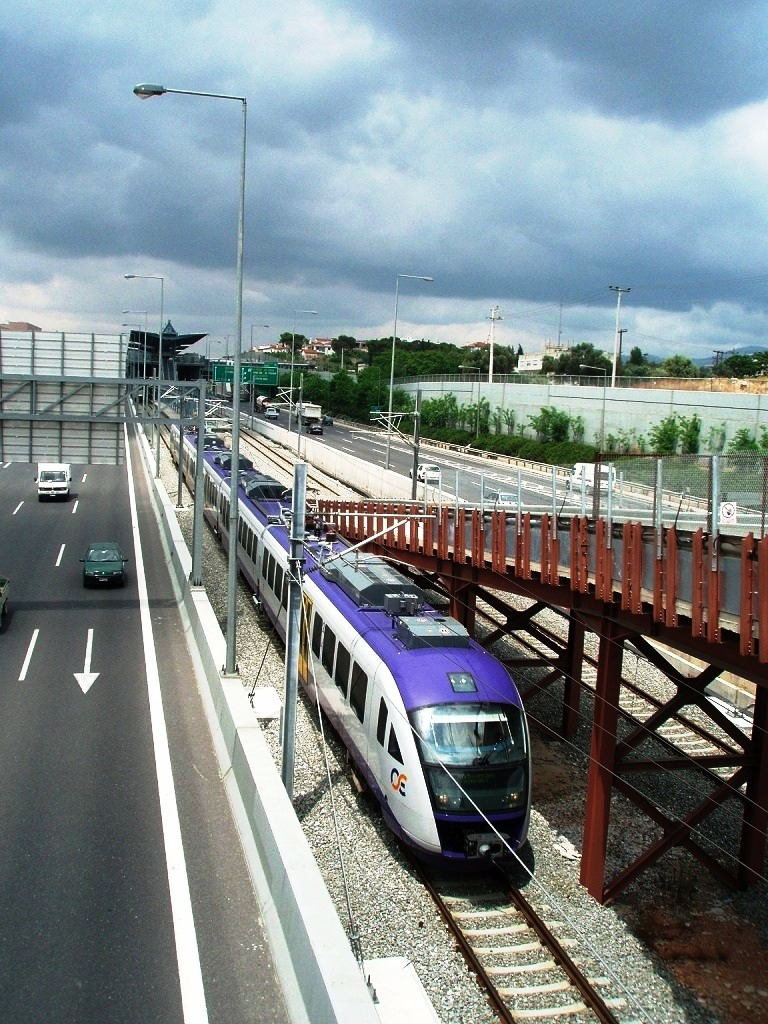
Электропоезд Siemens Desiro прибывает на станцию Нерандзиотиса

Мeжду станцией Кьятон и международным аэропортом «Элефтериос Венизелос» курсируют электропоезда Siemens Desiro. На участке Аэропорт — Ано-Льосия интервал составляет 15 минут, а на участке Ано-Льосия — Кьятон поезда курсируют каждый час.
- Аэропорт «Элефтериос Венизелос» (Διεθνής Αερολιμένας Αθηνών)
- Коропи́ (Κορωπί)
- Пеани́а-Ка́ндза (Παιανία-Κάντζα)
- Палини (Παλλήνη)
- Плакенти́ас (Πλακεντίας)
- Пенте́лис (Πεντέλης)
- Кифиси́ас (Κηφισίας)
- Нерандзиотиса: станция пересадки на линию ISAP метрополитена (Νεραντζιώτισσα)
- Ира́клио (Ηράκλειο)
- Метаморфоси (Μεταμόρφωση)
- СКА (ΣΚΑ): Пересадка на линию Пирей — Халкида
- Ано-Льосия (Άνω Λιόσια): Пересадка на линию Айос-Иоанис-Рендис — Ано-Льосия
- Аспро́пиргос (Ασπρόπυργος)
- Магоу́ла (Μαγούλα)
- Неа Пе́рамос (Νέα Πέραμος)
- Ме́гара (Μέγαρα)
- Кине́тта (Κινέττα)
- Айи-Теодори[англ.] (Άγιοι Θεόδωροι)
- Коринф (Κόρινθος)
- Зевголатион (Ζευγολατιό)
- Кьятон (Κιάτο)[2]

### Айос-Иоанис-Рендис — Ано-Льосия
Раз в час между станциями Афины и Ано-Льосия курсируют автомотрисы Stadler GTW модель 560 (европейской колеи) и MAN-2000. Три раза в сутки поезда заходят на станцию Айос-Иоанис-Рендис. Остановки:
- Айос-Иоанис-Рендис (Άγιος Ιωάννης Ρέντης)
- Таврос (ΤΑΥΡΟΣ)
- Руф (Ρουφ)
- Афины (Вокзал Ларисис) (Αθήνα)
- Айи-Анарьири
- Пиргос Василиссис (ΠΥΡΓΟΣ ΒΑΣΙΛΙΣΣΗΣ)
- Ликотрипа (ΛΥΚΟΤΡΥΠΑ)
- Ано-Льосия[3]

### Салоники — Лариса — Палеофарсалос
1 августа 2009 года была запущена пригородная железнодорожная линия соединяющая Салоники и город Лариса, время в пути составляет 1 час, 33 минуты. Участок Салоники — Лариса электрифицирован, на нём курсируют электропоезда Simens Desiro. Далее на Палеофарсалос линия неэлектрифицирована, как и ветки на Калабаку и Волос. По неэлектрифицированным участкам ходят дизель-поезда MAN-2000 модель 621. В сторону Ларисы отходят 10 поездов в сутки, из них 8 электропоездов идут до Ларисы, один дизель далее до Палеофарсалоса и один дизель уходит на ответвление на Калабаку. На основной линии остановки на следующих 13 станциях:
- Салоники (Θεσσαλονίκη)
- Си́ндос (Σίνδος)
- А́дендро (Άδενδρο)
- Плати (Πλατύ)
- Аиги́нио (Αιγίνιο)
- Корино́с (Κορινός)
- Катери́ни (Κατερίνη)
- Литохорон
- Лептокарья (Λεπτοκαρυά)
- Неи По́ри (Νέοι Πόροι)
- Рапса́ни (Ραψάνη)
- Ла́риса (Λάρισα): пересадка на линию Лариса — Волос
- Палеофарсалос (ΠΑΛΑΙΟΦΑΡΣΑΛΟΣ): пересадка на ветку Палеофарсалос — Каламбака

### Палеофарсалос — Каламбака
По линии курсируют дизель-поезда MAN-2000 модель 621. Пять рейсов в сутки. От Каламбаки три рейса идут до Палеофарсалоса, один до Салоник и один до Афин. Остановки:
- Каламбака (ΚΑΛΑΜΠΑΚΑ)
- Трикала (ΤΡΙΚΑΛΑ)
- Кардица (ΚΑΡΔΙΤΣΑ)
- Палеофарсалос (ΠΑΛΑΙΟΦΑΡΣΑΛΟΣ)

### Лариса — Волос
Дизель-поезда MAN-2000 модель 621 курсируют 9 раз в сутки с интервалом 2—3 часа. Остановки:
- Ла́риса (Λάρισα)
- Кипсели (ΚΥΨΕΛΗ)
- Арменио (ΑΡΜΕΝΙΟ)
- Стефановикейо (ΣΤΕΦΑΝΟΒΙΚΕΙΟ)
- Велестино (ΒΕΛΕΣΤΙΝΟ)
- Мелиссиатика (ΜΕΛΙΣΣΙΑΤΙΚΑ)
- Волос (ΒΟΛΟΣ)

### Салоники — Эдеса — Флорина

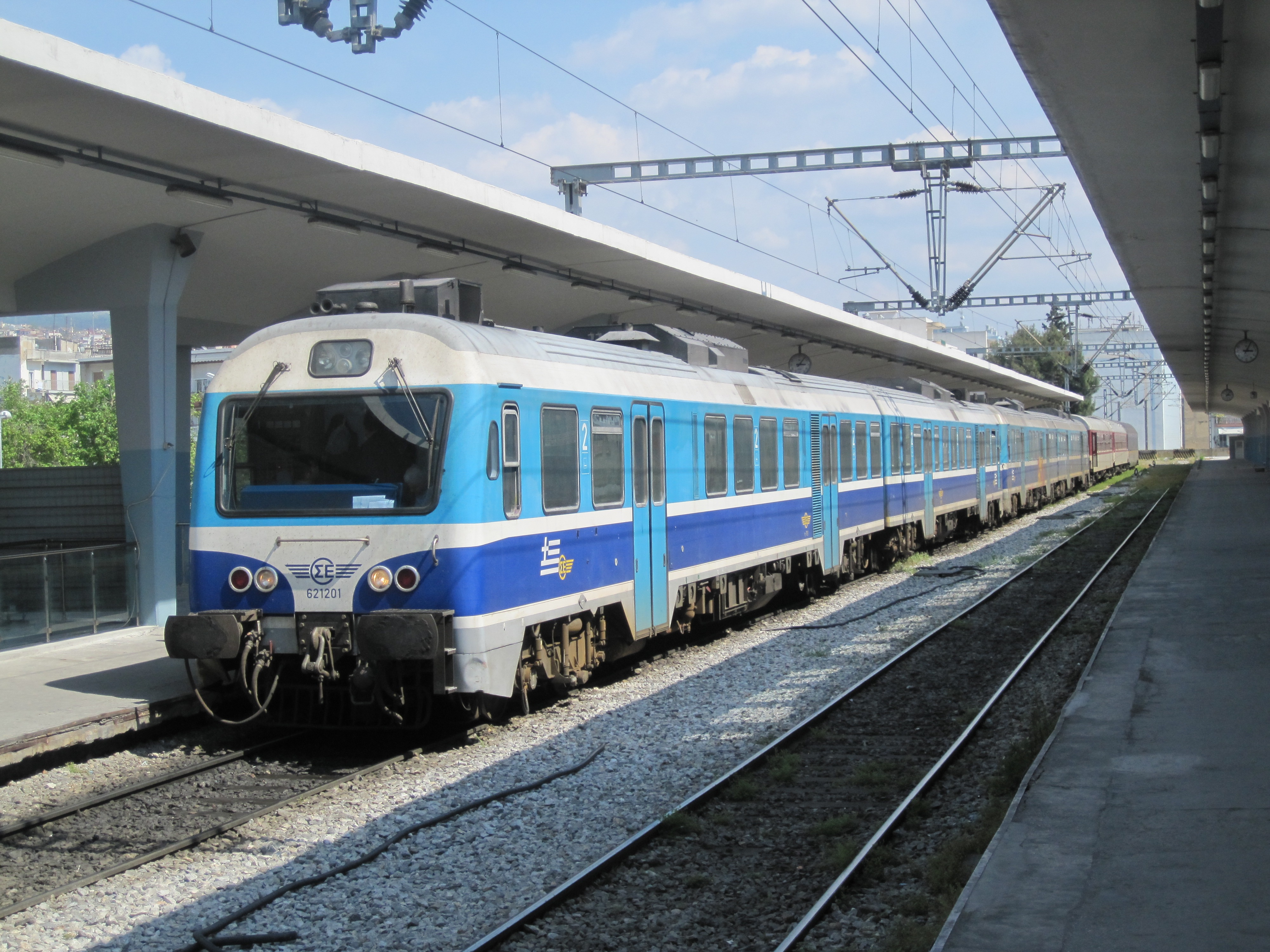
Пригородный дизель-поезд MAN-2000 в Салониках

От станции Салоники в сторону Эдессы отходят пять дизель-поездов MAN-2000 модель 621 в сутки. Два идут до Эдессы, три — далее до Флорины. Остановки:
- Салоники (Θεσσαλονίκη)
- Си́ндос (Σίνδος)
- А́дендро (Άδενδρο)
- Плату́ (Πλατύ)
- Александрейя (ΑΛΕΞΑΝΔΡΕΙΑ)
- Ксехасмени (ΞΕΧΑΣΜΕΝΗ)
- Верия (ΒΕΡΟΙΑ)
- Науса (ΝΑΟΥΣΑ)
- Эпископи (ΕΠΙΣΚΟΠΗ)
- Скидра (ΣΚΥΔΡΑ)
- Эдеса (ΕΔΕΣΣΑ)
- Арнисса (ΑΡΝΙΣΣΑ)
- Аминтайо (ΑΜΥΝΤΑΙΟ)
- Флорина (ΦΛΩΡΙΝΑ)

### Городской дизель-поезд в Патрах (линия Айос-Андреас — Айос-Василиос)

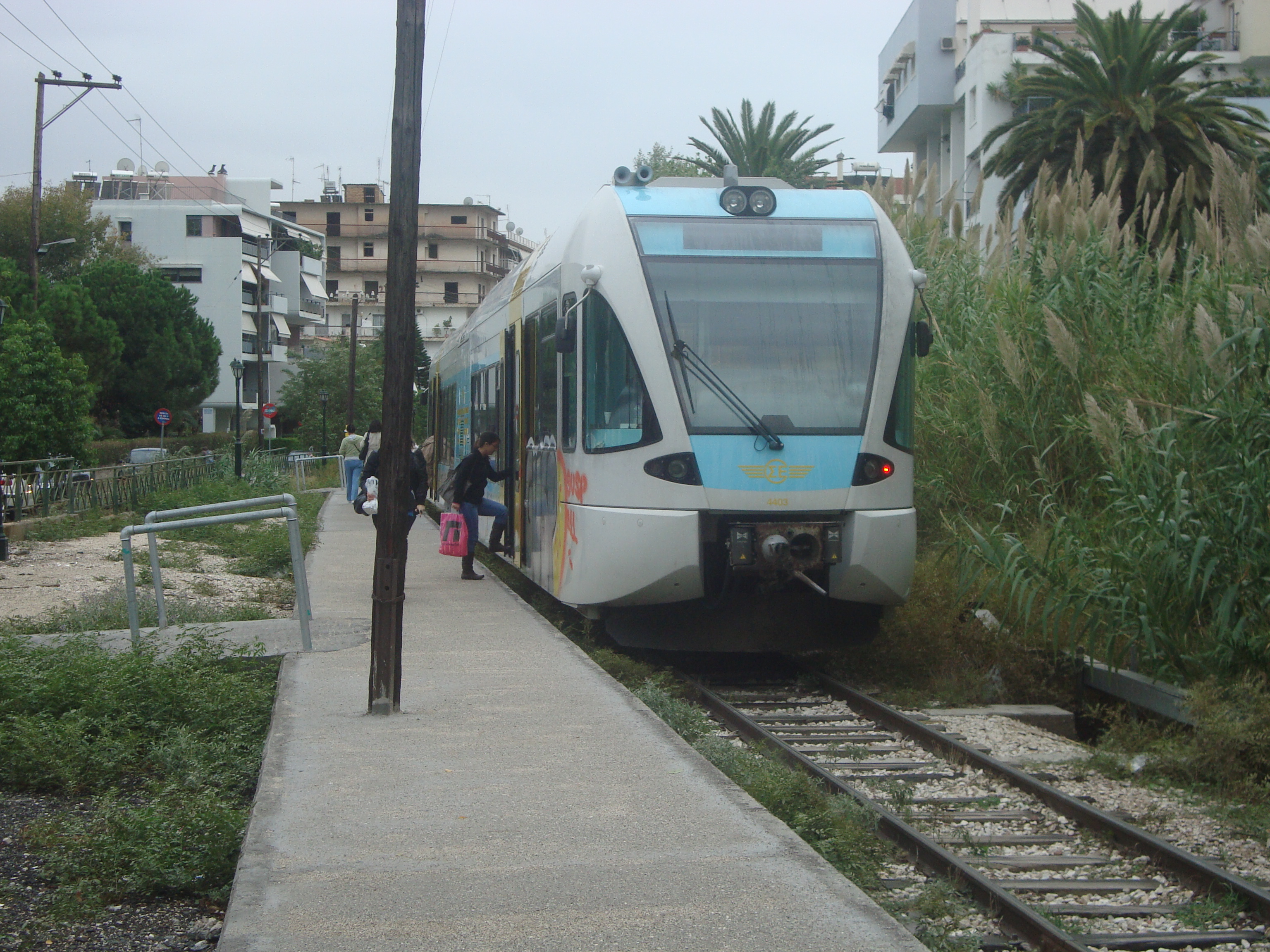
Пригородный дизель-поезд Stadler-GTW в Патрах

Раз в час курсируют автомотрисы Stadler GTW модель 4501 (метровой колеи) с остановками:
- Айос-Андреас (Agios Andreas)
- Патры (Patra)
- Кастелокамбос[англ.] (Kastelokampos)
- Рион (Rio)
- Актео (Aktaio)
- Айос-Василиос (Agios Vassileios)

### Ксанти — Александруполис
Линия соединяющая города Ксанти и Александруполис была открыта в сентябре 2009 года и прекратила деятельность 3 февраля 2010 года. Дизель-поезда MAN-2000 ходили четыре раза в сутки, с остановками в следующих пунктах:
- Кса́нти (Ξάνθη)
- Поли́ситос (Πολύσιτος)
- Иазмос (Ίασμος)
- Комотини́ (Κομοτηνή)
- Ме́сти (Μέστη)
- Сикорра́хи (Συκορράχη)
- Ки́рки (Κίρκη)
- Александру́полис (Αλεξανδρούπολη)